# Cristo de la Vega

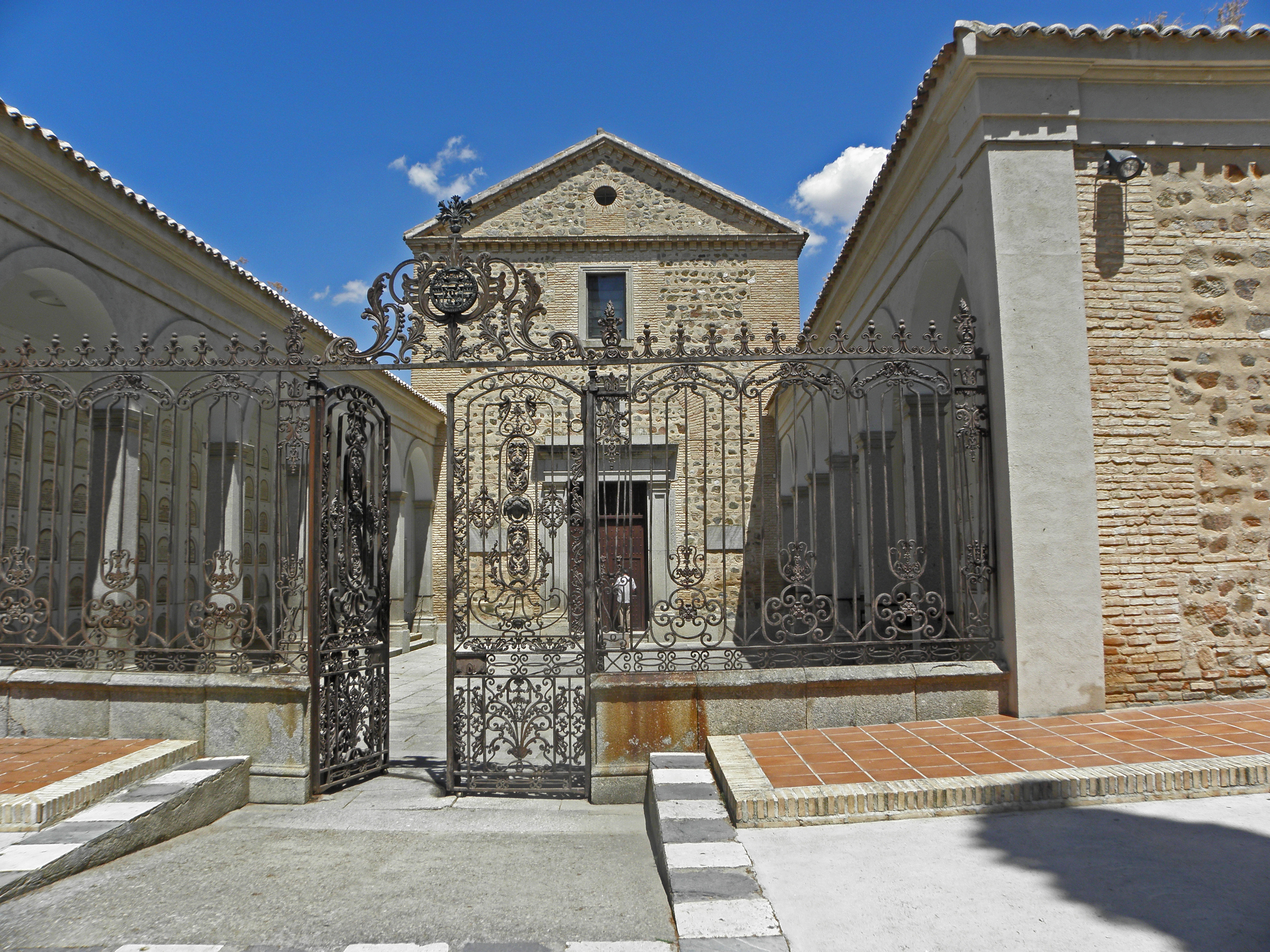
Façana sud-oest

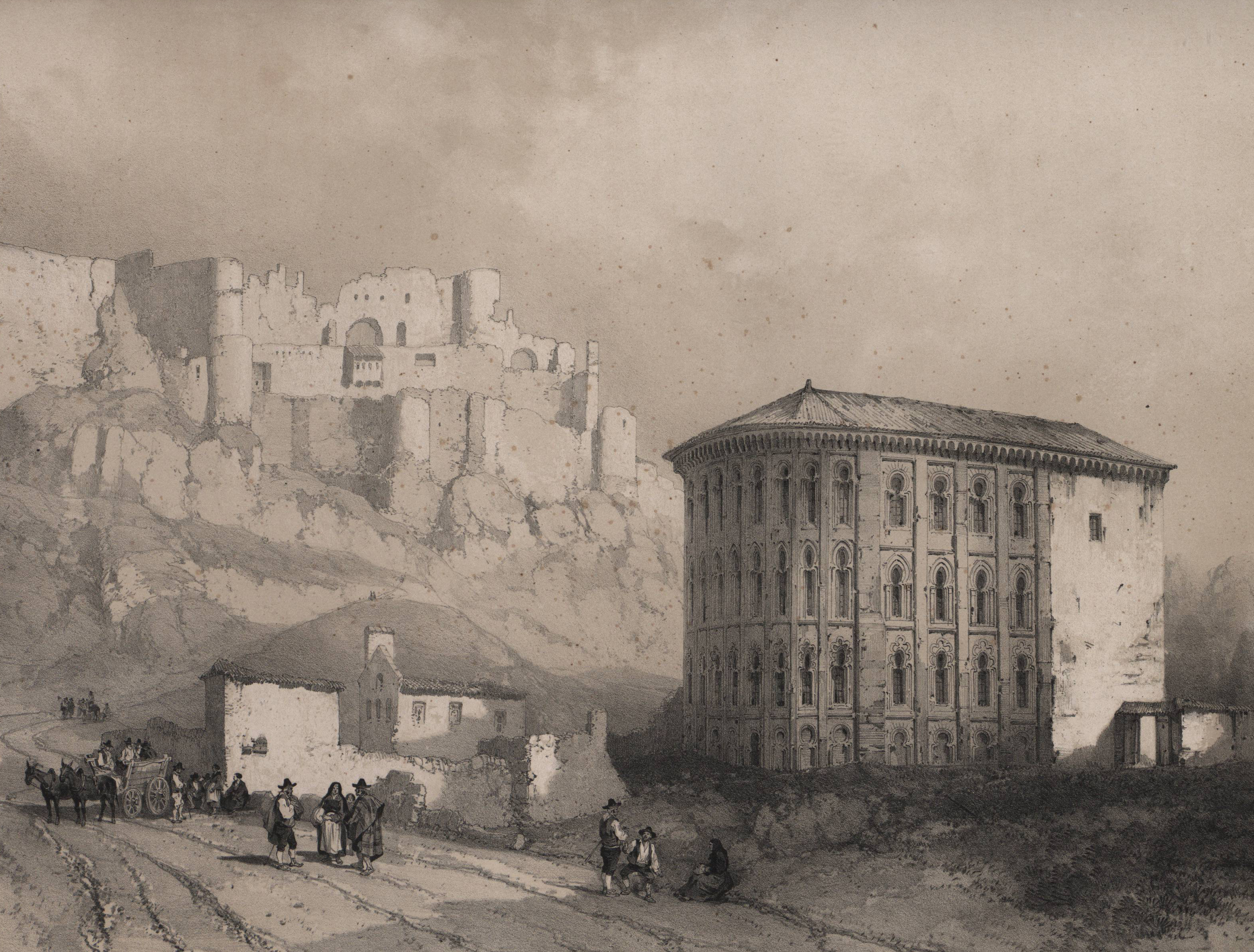
Vista de l'ermita en un dibuix de Jenaro Pérez Villaamil per al tercer volum dEspanya artística i monumental (1850)

El Cristo de la Vega, antigament Santa Leocadia fuera muros, és una antiga ermita construïda fora del nucli antic —al nord-oest d'aquest— a la ciutat de Toledo, a Castella - la Manxa. Consisteix en un temple del segle segle xix que compta amb un absis d'estil mudèjar, romanent de l'església original erigida entorn del segle segle xiii.
Segons la tradició, en el lloc, on s'hauria enterrat a la patrona de Toledo, santa Leocàdia, s'hauria aixecat primer una ermita i posteriorment una basílica visigoda. En el recinte es van trobar restes d'una edificació de data tardorromana, dels quals s'ha especulat que podrien pertànyer a un martyrium de Leocàdia.
Va ser declarada monument historicoartístic pertanyent al Tresor Artístic Nacional el 3 de juny de 1931, durant la Segona República, mitjançant un decret publicat el dia 4 d'aquest mateix mes en la Gaceta de Madrid, amb la rúbrica del president del Govern provisional de la República Niceto Alcalá-Zamora i el ministre d'Educació Pública i Belles arts Marcelino Domingo i Sanjuán.
Enfront d'ella es va construir un monument al Sagrat Cor de Jesús, finalitzat en 1933.
El 2001 va ser delimitat l'entorn de protecció de l'edifici que en aquells dies comptava ja amb l'estatus de Bé d'Interès Cultural.